# 9786 Gakutensoku
9786 Gakutensoku este un asteroid din centura principală de asteroizi.

## Descriere
9786 Gakutensoku este un asteroid din centura principală de asteroizi. A fost descoperit pe 19 ianuarie 1995 la Ōizumi de Takao Kobayashi. El prezintă o orbită caracterizată de o semiaxă mare de 2,84 ua, o excentricitate de 0,08 și o înclinație de 1,1° în raport cu ecliptica.